# Tatjana Ussowa

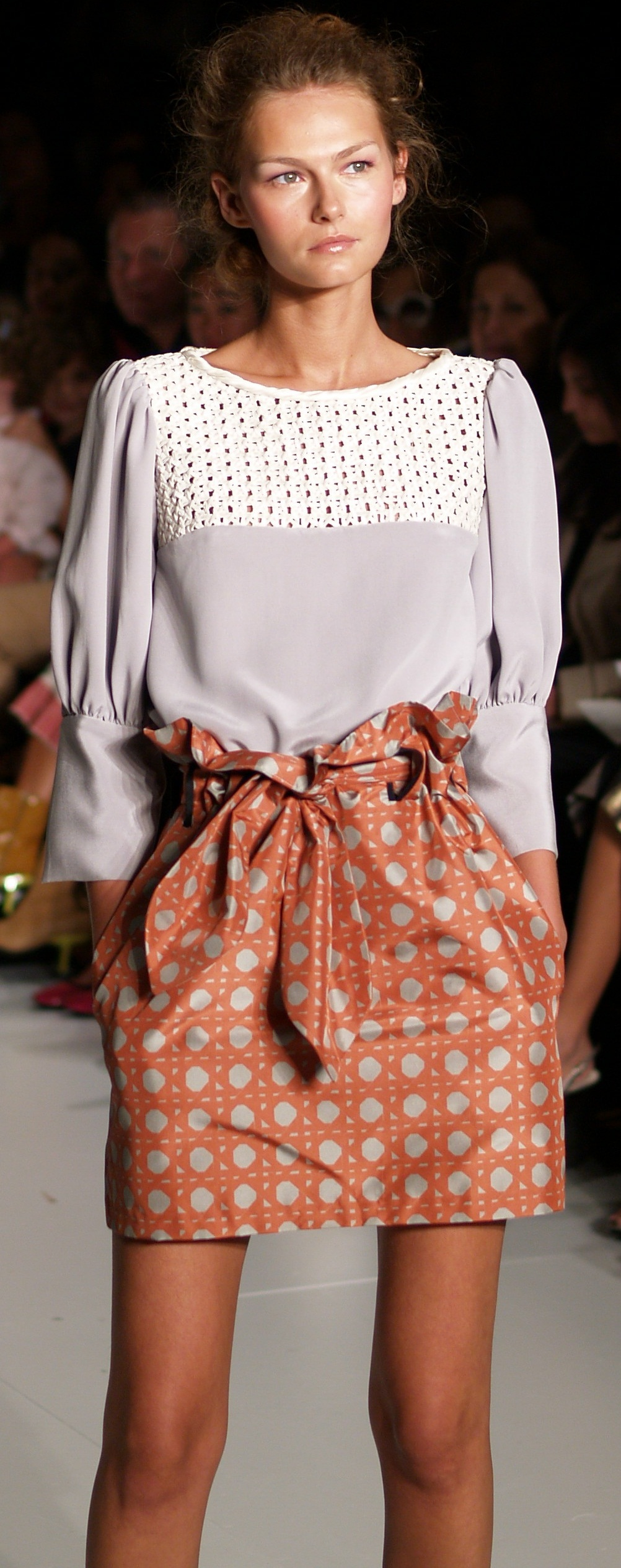
Tatjana Ussowa, 2006

Tatjana Ussowa (russisch Татьяна Усова; * 9. März 1987 in Sibirien) ist ein russisches Model.

## Leben

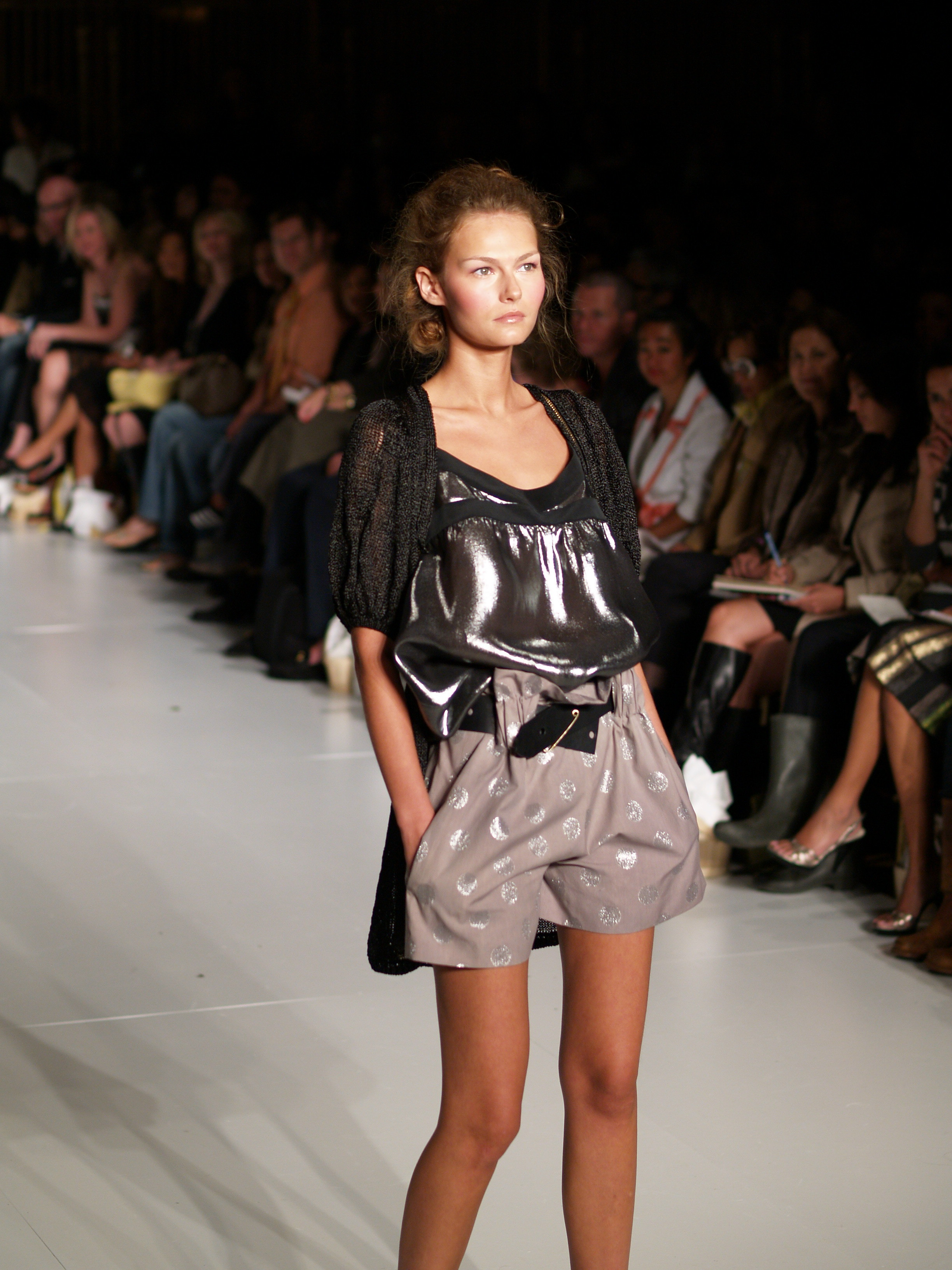
Tatjana Ussowa als Model bei der Frühjahrsshow von Cynthia Rowley bei der New York Fashion Week, 2006

Ussowa wurde in Sibirien geboren. Ihren internationalen Durchbruch hatte sie 2004, als sie bei der Frühjahrskollektion von Emporio Armani in Mailand lief. Daraufhin wurde sie 2005 von One Model Management in New York City unter Vertrag genommen.
Im Februar 2006 lief Ussowa auf den Schauen für die Herbstkollektionen von Alberta Ferretti, Bottega Veneta, Dolce & Gabbana und Max Mara in Mailand. Im März 2006 eröffnete sie die Herbstshow von Akris in Paris. Im selben Zeitraum erschien sie in Kampagnen und Magazinen wie Elle, Vogue (italienische und japanische Ausgabe), Numéro und V.
Anfang 2007 wechselte sie von One Model Management zur Marilyn Agency in Paris und New York. Im Mai desselben Jahres zierte sie das Cover der italienischen Amica und wurde das Gesicht des Parfums Let It Rock von Vivienne Westwood. Im September 2007 unterschrieb sie zusätzlich bei Elite Model Management in Mailand.
Im Januar 2008 lief sie auf den Frühjahrsschauen von Armani Privé, Christian Dior, Christian Lacroix und Valentino in Paris. Im März erschien sie auf dem Cover der russischen Ausgabe von Harper’s Bazaar zusammen mit anderen russischen Models und wurde das Gesicht der Modemarke Les Copains.
Ende 2008 unterzeichnete Ussowa einen Kosmetikvertrag für die Kampagne „Night Diamond“ von Christian Dior. 2010 trat sie zusammen mit Tatjana Ljadochkina in einer Fotostrecke der Elle Italia auf.
Ussowa zierte zudem das Cover der Zeitschrift Surface und arbeitete unter anderem mit den Agenturen Beatrice Models, Munich Models, Nathalie Models, View Management (Spanien) und Independent Models (ehemals ICM Models) zusammen.